# 林顿 (犹他州)
林顿（英語：Lindon）是美国犹他州犹他县下属的一座城市。建市于1850年，面积大约为8.57平方英里（22.2平方公里），海拔约为4,642英尺（1,415米）。根据2010年美国人口普查，该市有人口10,070人。